# Ney Franco
Ney Franco da Silveira Júnior (Vargem Alegre, 22 luglio 1966) è un allenatore di calcio brasiliano, tecnico del ABC.

## Palmarès

### Club

#### Competizioni statali
- Campionato Mineiro: 1

Ipatinga: 2005
- Campionato Carioca: 1

Flamengo: 2007

#### Competizioni nazionali
- Coppa del Brasile: 1

Flamengo: 2006

#### Competizioni internazionali
- Coppa Sudamericana: 1

San Paolo: 2012

### Nazionale
- Campionato sudamericano Under-20: 1

Perù 2011
- Campionato mondiale Under-20: 1

Colombia 2011